# Enochrus piceus
Enochrus piceus är en skalbaggsart som beskrevs av Miller 1964. Enochrus piceus ingår i släktet Enochrus och familjen palpbaggar.

## Underarter
Arten delas in i följande underarter:
- E. p. glabrus
- E. p. piceus